# Eleccions legislatives noruegues de 2017
Les eleccions legislatives noruegues de 2017 van tenir lloc l'11 de setembre de 2017 per a renovar els 169 membres de l'Storting, el parlament unicameral noruec.

## Sistema electoral
Els candidats van ser elegits entre llistes de partits en cadascun dels 19 comtats. 150 dels escons s'escollien per representació proporcional amb el Mètode Sainte-Laguë a nivell de comtat. Els 19 escons restants eren per compensar les desproporcions entre els resultats a nivell nacional i l'assignació d'escons a nivell de circumscripció, i només s'adjudicaven als partits amb més del 4% de vots en situació desfavorable.

## Blocs
Els partits noruecs es van alinear en dos blocs:
- El bloc conservador, format pel Partit Conservador, Partit del Progrés, membres del govern sortint, i altres partits de dretes: Partit Liberal i Partit Democristià.
- La coalició roja-verda, corresponent l'oposició, formada pel Partit Laborista, Partit de Centre, Partit Socialista d'Esquerra, Partit Roig i Partit Verd.

## Resultats
| Partit                | Partit                            | Vots      | Vots  | Vots | Escons   | Escons |
| Partit                | Partit                            | #         | %     | ±    | #        | ±      |
| --------------------- | --------------------------------- | --------- | ----- | ---- | -------- | ------ |
|                       | Partit Laborista (Ap)             | 800.949   | 27,4  | -3,5 | 49 / 169 | 6      |
|                       | Partit Conservador (H)            | 732.897   | 25,0  | -1,8 | 45 / 169 | 3      |
|                       | Partit del Progrés (FrP)          | 444.683   | 15,2  | -1,2 | 27 / 169 | 2      |
|                       | Partit de Centre (Sp)             | 302.017   | 10,3  | +4,8 | 19 / 169 | 9      |
|                       | Partit Socialista d'Esquerra (SV) | 176.222   | 6,0   | +1,9 | 11 / 169 | 4      |
|                       | Partit Liberal (V)                | 127.911   | 4,4   | -0,8 | 8 / 169  | 1      |
|                       | Partit Democristià (KrF)          | 122.797   | 4,2   | -1,4 | 8 / 169  | 2      |
|                       | Partit Verd (MDG)                 | 94.788    | 3,2   | +0,4 | 1 / 169  | =      |
|                       | Partit Roig (R)                   | 70.522    | 2,4   | +1,3 | 1 / 169  | 1      |
|                       |                                   |           |       |      |          |        |
|                       | Partit dels Pensionistes (PP)     | 12.855    | 0,4   | +0,0 | 0        | =      |
|                       | Partit de la Salut                | 10.337    | 0,4   | Nou  | 0        | Nou    |
|                       | Els Cristians (PDK)               | 8.700     | 0,3   | -0,3 | 0        | =      |
|                       | Partit Capitalista                | 5.599     | 0,2   | Nou  | 0        | Nou    |
|                       | Demòcrates de Noruega (DEM)       | 3.830     | 0,1   | +0,1 | 0        | =      |
|                       | Partit Pirata                     | 3.356     | 0,1   | -0,2 | 0        | =      |
|                       | L'Aliança                         | 3.311     | 0,1   | Nou  | 0        | Nou    |
|                       | Partit Costaner (KP)              | 2.467     | 0,1   | +0,0 | 0        | =      |
|                       | Llista Nordmøre                   | 2.135     | 0,1   | Nou  | 0        | Nou    |
|                       | Iniciativa Feminista (FI)         | 696       | 0,0   | Nou  | 0        | Nou    |
|                       | Partit Comunista (NKP)            | 309       | 0,0   | +0,0 | 0        | =      |
|                       | Partit de Noruega                 | 151       | 0,0   | Nou  | 0        | Nou    |
|                       | Partit dels Valors                | 151       | 0,0   | Nou  | 0        | Nou    |
|                       | Partit de la Societat             | 104       | 0,0   | +0,0 | 0        | =      |
|                       | Assemblea del Nord                | 59        | 0,0   | Nou  | 0        | Nou    |
| Total                 | Total                             | 2.945.352 | 100,0 | –    | 169      | ±0     |
| Vots en blanc i nuls  | Vots en blanc i nuls              | 23.681    | 0,8   | +0,2 | –        | –      |
| Cens/participació     | Cens/participació                 | 3.765.245 | 78,2  | -0,1 | –        | –      |
| Font: valgresultat.no |                                   |           |       |      |          |        |

### Resultats per municipalitats

Partit Laborista
Partit Conservador
Partit del Progrés
Partit de Centre
Partit Socialista
Partit Liberal
Partit Democristià
Partit Verd
Partit Roig

## Conseqüències
El bloc conservador va guanyar les eleccions amb 7 escons de marge respecte la coalició roja-verda. Erna Solberg va continuar com a Primera Ministra, incorporant al govern el 14 de gener de 2018 al Partit Liberal.
El Partit Roig va aconseguir entrar a l'Storting per primera vegada. El Partit de Centre va fer els millors resultats des de les eleccions de 1993. Els democristians van treure el pitjor resultat des de la Segona Guerra Mundial.